# فرودگاه کاتانیا-فونتاناروسا
فرودگاه کاتانیا-فونتاناروسا (به انگلیسی: Catania-Fontanarossa Airport) یک فرودگاه همگانی مسافربری با کد یاتا CTA است که یک باند فرود آسفالت دارد و طول باند آن ۲۴۵۰ متر است. این فرودگاه در شهر کاتانیا کشور ایتالیا قرار دارد و در ارتفاع ۱۲ متری از سطح دریا واقع شده‌است.

## شرکت‌های هواپیمایی و مقصدهای پروازی

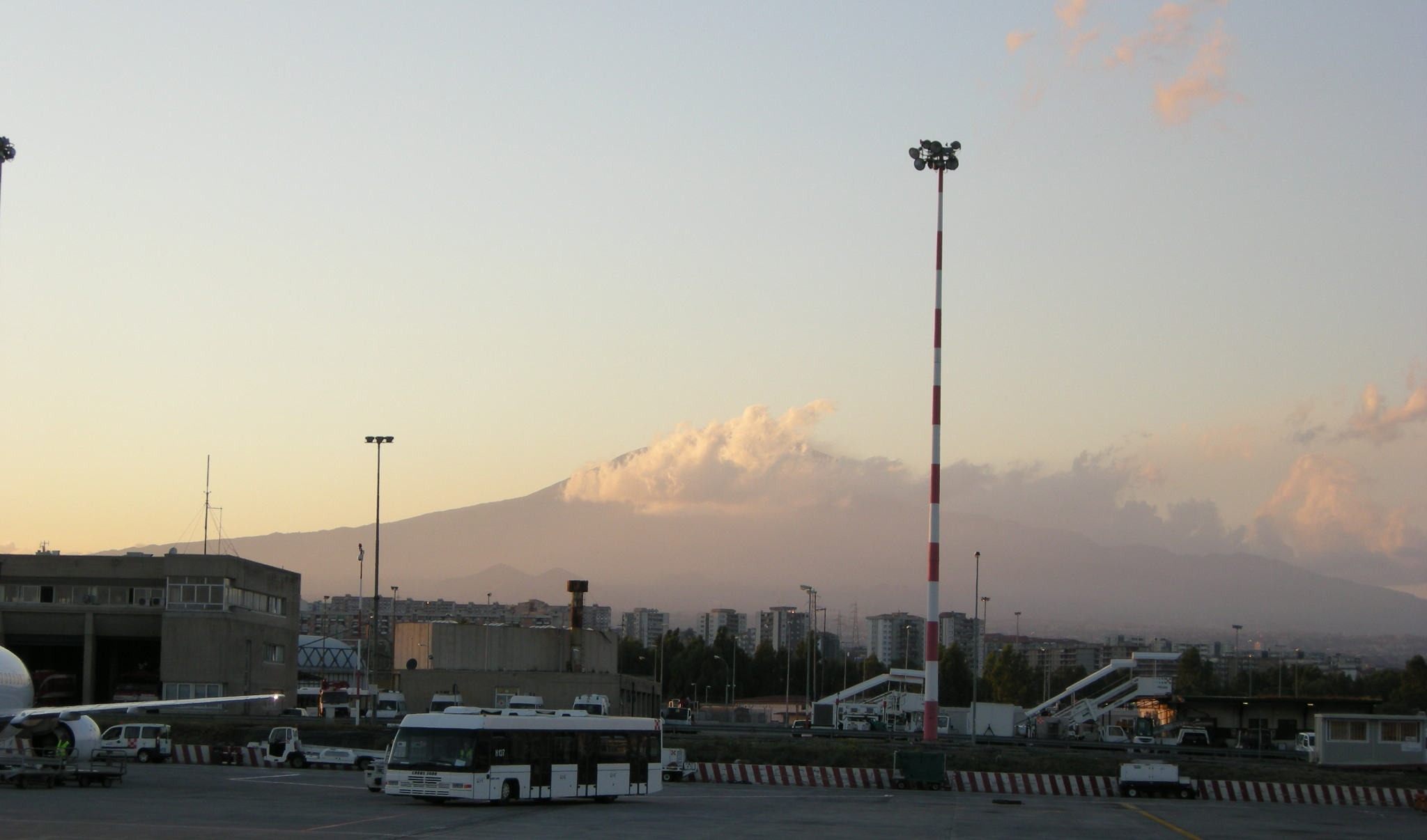
The airport's apron with the اتنا volcano visible in the background

| شرکت‌های هواپیمایی                            | مقصدهای پروازی |
| -------------------------------------------- | --- |
| ایجین ایرلاینز اجرا توسط المپیک ایر          | فصلی: آتن |
| ایر لینگاس                                   | فصلی: دوبلین |
| ایر عربیا مغرب                               | محمد پنجم |
| ایر مالتا                                    | مالت |
| ایر صربیا اجرا توسط ایر صربیا                | چارتر فصلی: بلگراد نیکولا تسلا |
| ایر ویا                                      | چارتر فصلی: مونیخ |
| ایربالتیک                                    | فصلی: ریگا |
| آلبااستار                                    | چارتر فصلی: ناپل، تنریف جنوبی |
| آلیتالیا                                     | بلوونی گوگلیلمو مارکونی، لینیت، لئوناردو دا وینچی-فیومیچینو فصلی: شرمتیوو، پالکوو, تورین کاسله، ونیز مارکو پولو |
| آلیتالیا اجرا توسط آلیتالیا سیتی‌لاینر        | ناپل فصلی: ورونا |
| آسترین ایرلاینز                              | فصلی: وین چارتر فصلی: بولزانو، اینسبروک |
| بلاویا                                       | چارتر فصلی: مینسک |
| بلو ایر                                      | هنری کواندا، تورین کاسله فصلی: بکو |
| بریتیش ایرویز                                | فصلی: گاتویک |
| بروکسل ایرلاینز                              | فصلی: بروکسل |
| بلغاریا ایر                                  | چارتر فصلی: صوفیه |
| ایزی‌جت                                       | اسخیپول آمستردام (پایان در ۲۶ اکتبر ۲۰۱۷), گاتویک، لوتن لندن، منچستر، میلانو مالپنسا، ناپل، شارل دوگل پاریس فصلی: برلین شونفلد، بریستول، هامبورگ، لیون-سینت اگزوپری                                                                                  |
| easyJet Switzerland                          | بازل-مولوز-فرایبورگ اروپا، ژنو |
| ادلوایس ایر                                  | زوریخ |
| ای‌اس‌ال ایرلاینز فرانسه                       | چارتر فصلی: بوردو–مریگناک، لیون-سینت اگزوپری، مارسی پروانس، نانت آتلانتیک |
| یورو وینگز                                   | هامبورگ |
| یورو وینگز اجرا توسط جرمن‌وینگز               | کلن بن، اشتوتگارت فصلی: دوسلدورف، هانوفر |
| فن‌ایر                                        | فصلی: هلسینکی |
| جرمنیا                                       | چارتر فصلی: برلین شونفلد، دوسلدورف، فرانکفورت، هامبورگ، لایپزیگ/هال، روستوک-لاگه |
| Helvetic Airways                             | فصلی: برن |
| هاپ!                                         | چارتر فصلی: شارل دوگل پاریس |
| شبه‌جزیره ایبری                               | فصلی: مادرید-باراخاس چارتر فصلی: والادولید |
| شبه‌جزیره ایبری اجرا توسط ایر نوستروم         | فصلی: مادرید-باراخاس |
| آی-فلای                                      | چارتر فصلی: ونوکووا |
| کاال‌ام                                       | اسخیپول آمستردام |
| لوفت‌هانزا                                    | مونیخ، فرانکفورت (from 29th October 2017) |
| لوکزایر                                      | فصلی: لوگزامبورگ - فیندل |
| مریدیانا                                     | ناپل فصلی: میلانو مالپنسا، اولبیا - کاستا اسمرالدا |
| میسترال ایر                                  | لمپیدوسا. فصلی: اوریو آل سریو، آبروتزو، ورونا چارتر فصلی: تارب-لورد-پیرنه، مووستار، شرم‌الشیخ، صوفیه، اسپلیت، بن گوریون |
| Neos                                         | فصلی: تنریف جنوبی چارتر فصلی: هراکلین |
| نروجین ایر شاتل                              | فصلی: کپنهاگ، گاتویک، مادرید-باراخاس، گاردرموئن اسلو، استکهلم-آرلاندا |
| Pacific Coastal Airlines                     | چارتر فصلی: بروکسل |
| رایان‌ایر                                     | اوریو آل سریو، برلین شونفلد، بلوونی گوگلیلمو مارکونی، آیندهوون، فرانکفورت (آغاز از ۰۶ سپتامبر ۲۰۱۷)، مادرید-باراخاس، میلانو مالپنسا، گالیله، لئوناردو دا وینچی-فیومیچینو، ترویزو، فریولی ونتزیا جولیا، تورین کاسله فصلی: کگلیاری-الماس، مارسی پروانس |
| اس۷ ایرلاینز                                 | فصلی: دوموده‌دوو |
| اسکنجت                                       | چارتر فصلی: آنگلهولم-هلسینگبورگ، کریتمسته |
| اسمارت‌لینکس ایرلاینز                         | چارتر فصلی: لنارت مری تالین، ویلنیوس |
| اسمارت‌وینگز اجرا توسط تراول سرویس ایرلاینز   | فصلی: پراگ رازیون |
| سان دور اینترنشنال ایرلاینز اجرا توسط ال عال | چارتر فصلی: بن گوریون |
| سوئیس اینترنشنال ایرلاینز                    | فصلی: ژنو، زوریخ |
| Thomson Airways                              | چارتر فصلی: بیرمنگام، بریستول، گاتویک، منچستر |
| ترانساویا.کام                                | فصلی: اسخیپول آمستردام، مونیخ |
| ترنسویا فرانس                                | فصلی: اورلی |
| Travel Service Polska                        | چارتر فصلی: شوپن ورشو |
| TUI fly Belgium                              | فصلی: بروکسل چارتر فصلی: لیل |
| تی‌یوآی‌فلای نوردیک                            | چارتر فصلی: کپنهاگ، هلسینکی، گاردرموئن اسلو، استکهلم-آرلاندا |
| ترکیش ایرلاینز                               | آتاترک |
| اورال ایرلاینز                               | فصلی: کولتسوو |
| ولوتی                                        | باری، کریستف کلمب جنوا، ونیز مارکو پولو، ورونا فصلی: آنکونا، کگلیاری-الماس، ناپل |
| ویولینگ                                      | بارسلونا-ال پرات، پره‌تولا، اورلی، لئوناردو دا وینچی-فیومیچینو فصلی: هراکلین، رود، اسپلیت |
| ویز ایر                                      | هنری کواندا، بوداپست فرنک لیست، یاش، کاتوویتس، صوفیه، شوپن ورشو |
| وایت ایرویز                                  | چارتر فصلی: شارل دوگل پاریس |